# Bosniaken in Syrien

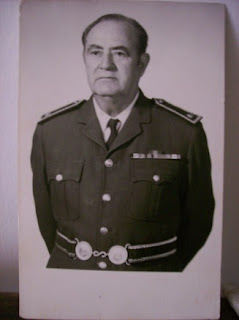
Elez Dervisevic ist ein Bosniake in der Uniform der syrischen Armee. 1975 als Major in der Reserve.

Bosniaken in Syrien, auch bekannt als Bosnier in Syrien, beziehen sich auf Bürger Syriens, die ethnische Bosniaken sind oder von ihnen abstammen. Sie bilden eine der kleineren ethnischen Minderheiten im Land.

## Geschichte
Im Verlauf der Zeit hat eine signifikante Anzahl der bosniakischen Gemeinschaft eine tiefgreifende kulturelle Assimilation erlebt, die es ihnen ermöglicht hat, sich erfolgreich in verschiedene soziale Umgebungen zu integrieren. Aus diesem Grund werden sie oft zu den „Arabern“ gezählt. Tatsächlich bezeichnen sich die meisten Bosniaken in Syrien, die dem Islam angehören, als Araber, es gibt jedoch immer noch einige, die ihre nationale Identität bewahrt haben.
Im 19. Jahrhundert flüchteten einige Bosniaken, die von den neuen Herrschern auf dem Balkan vertrieben worden waren, als Flüchtlinge ins osmanische Syrien. Diese Migration war eine Reaktion auf politische Unruhen und Konflikte in der Balkanregion. Die Bosniaken suchten im Osmanischen Reich, insbesondere in Syrien, vorübergehende Zuflucht.